# Omkrets
Omkrets eller perimeter är den bana som omger en sluten tvådimensionell geometrisk figur. I dagligt tal skiljer man ofta inte mellan omkretsen och dess mätetal/längd.

## Längden avcirkelnsomkrets

Om diametern av en cirkel 1 är dess omkrets π

Omkretsens längd {\displaystyle O} är relaterad till en cirkels diameters längd {\displaystyle d}, via den enkla formeln {\displaystyle O=\pi d} eller {\displaystyle O=2\pi r}, där {\displaystyle r} är cirkelns radie. 

## Längd av en slutenpolygonsomkrets
- {\displaystyle p=a+b+c}
- {\displaystyle p=a+b+c+d}
- {\displaystyle p=4s}
- {\displaystyle p=2(a+b)}
- {\displaystyle p=2(a+b)}

Omkretsens längd p är summan av de sidor som begränsar polygonen. 
Genom att betrakta cirkeln som ett gränsfall av oändligt många polygoner, går det att bestämma dess omkrets och på så sätt komma fram till formeln som relaterar cirkelns omkrets och dess diameter. 
Enklare version:
Man plussar ihop alla sidor på det objektet du vill veta omkretsen på. T.ex. om det är en rektangel tar man alla fyra sidornas längd och plussar ihop de t.ex. om en rektangel har en sida som är 4 cm och den andra 6 cm och den tredje 4 cm och den fjärde 6 cm så plussar man ihop de. Det blir: 6+6+4+4=20 så det betyder att omkretsen på rektangeln är 20 ( Cm, mm, dm o.s.v).